# Владислав I (господарь Валахии)
Владислав I Влайку (валаш. Владислав I Влаику; болг. Владислав I) (ок. 1325 — ок. 1377) — третий воевода Валахии из династии Басарабов (1364 — ок. 1377), старший сын и преемник валашского воеводы Николае Александру.

## Биография
В 1364 г. после смерти своего отца, Николае Александру, Владислав унаследовал валашский трон. В правление Владислава I отношения с Венгрией оставались крайне напряженными. Венгерский король Лайош I Великий в 1365 г. захватил Видин в Болгарии, а в 1370 г. занял королевский престол в Польше. В 1366 г. валашский воевода Владислав I вынужден был подписать перемирие с Венгрией и признать себя вассалом Лайоша Великого. Взамен венгерский король закрепил за воеводой Валахии владение Северином, Амлашем и Фэгэрашем. В 1368 г. венгерские войска вторглись в Валахию, но были разбиты валашским пограничным военачальником Драгомиром. В 1369 г. в Валахию в первый раз вторглись отряды турок-османов. В 1371 г. союзное македонско-валашское войско было разгромлено турками в битве на реке Марица. В 1375 г. венгры отобрали у Владислава Банат Северин. В 1377 г. под нажимом боярской оппозиции Владислав I вынужден был отказаться от трона в пользу своего младшего брата Раду I.